# Odontognathus
Odontognathus – rodzaj ryb promieniopłetwych z rodziny Pristigasteridae.

## Rozmieszczenie geograficzne
Do rodzaju należą gatunki występujące w wodach zachodnim Oceanie Spokojnym i wschodnim Oceanie Spokojnym.

## Morfologia
Długość ciała do 22 cm; masa ciała (największa opublikowana) 114,6 g.

## Systematyka
Rodzaj zdefiniował w 1800 roku francuski przyrodnik Bernard Germain de Lacépède w publikacji własnego autorstwa zatytułowanej Historia naturalna ryb. Gatunkiem typowym jest (oznaczenie monotypowe) O. mucronatus.

### Etymologia
- Odontognathus: gr. οδους odous, οδοντος odontos ‘ząb’; γναθος gnathos ‘żuchwa’[5].
- Gnathobolus : gr. γναθος gnathos ‘żuchwa’[6]; βολος bolos ‘rzut’, od βαλλω ballō ‘rzucać’[7].

### Podział systematyczny
Do rodzaju należą następujące gatunki:
- Odontognathus compressus Meek & Hildebrand, 1923
- Odontognathus mucronatus Lacépède, 1800
- Odontognathus panamensis (Steindachner, 1876)